# Boeing 747 Large Cargo Freighter
Máy bay Boeing 747 Dreamlifter, còn được gọi là Boeing 747-400 Máy bay chở hàng lớn (LCF), là một máy bay chở hàng thân rộng. Với 65.000 feet khối (1.840 m³) Dreamlifter có thể chứa gấp ba lần thể tích của một máy bay vận tải 747-400F. Hàng hóa được đặt trong máy bay bởi máy xúc hàng hóa dài nhất thế giới. Đây là một chiếc Boeing 747-400 được sửa đổi rộng rãi, được sử dụng riêng để vận chuyển linh kiện máy bay Boeing 787 Dreamliner đến các nhà máy lắp ráp của Boeing từ các nhà cung cấp trên khắp thế giới - chủ yếu là Nhật Bản và Ý.

## Phát triển
Hãng máy bay thương mại Boeing đã công bố vào ngày 13 tháng 10 năm 2003 rằng, do thời gian cần thiết cho vận tải đường bộ và đường biển, vận tải hàng không sẽ là phương thức vận chuyển chính các bộ phận để lắp ráp máy bay Boeing 787 Dreamliner (khi đó gọi là 7E7). Bộ phận của Boeing 787 được coi là quá lớn đối với các container vận chuyển hàng hải tiêu chuẩn cũng như Boeing 747-400F, Antonov An-124 và Antonov An-225. Ban đầu, ba máy bay 747-400 chở khách đã qua sử dụng sẽ được chuyển đổi thành cấu hình ngoại cỡ để vận chuyển các tổ hợp phụ từ Nhật Bản và Ý đến Bắc Charleston, Nam Carolina, sau đó đến bang Washington để lắp ráp cuối cùng, nhưng là một chiếc thứ tư sau đó đã được thêm vào chương trình. Máy bay vận tải hàng hóa cỡ lớn có thân máy bay phình to tương tự như hình dạng bên ngoài của Super Guppy và Airbus A300-600ST Beluga máy bay chở hàng, cũng được sử dụng để vận chuyển cánh và thân máy bay.

### Giai đoạn thiết kế

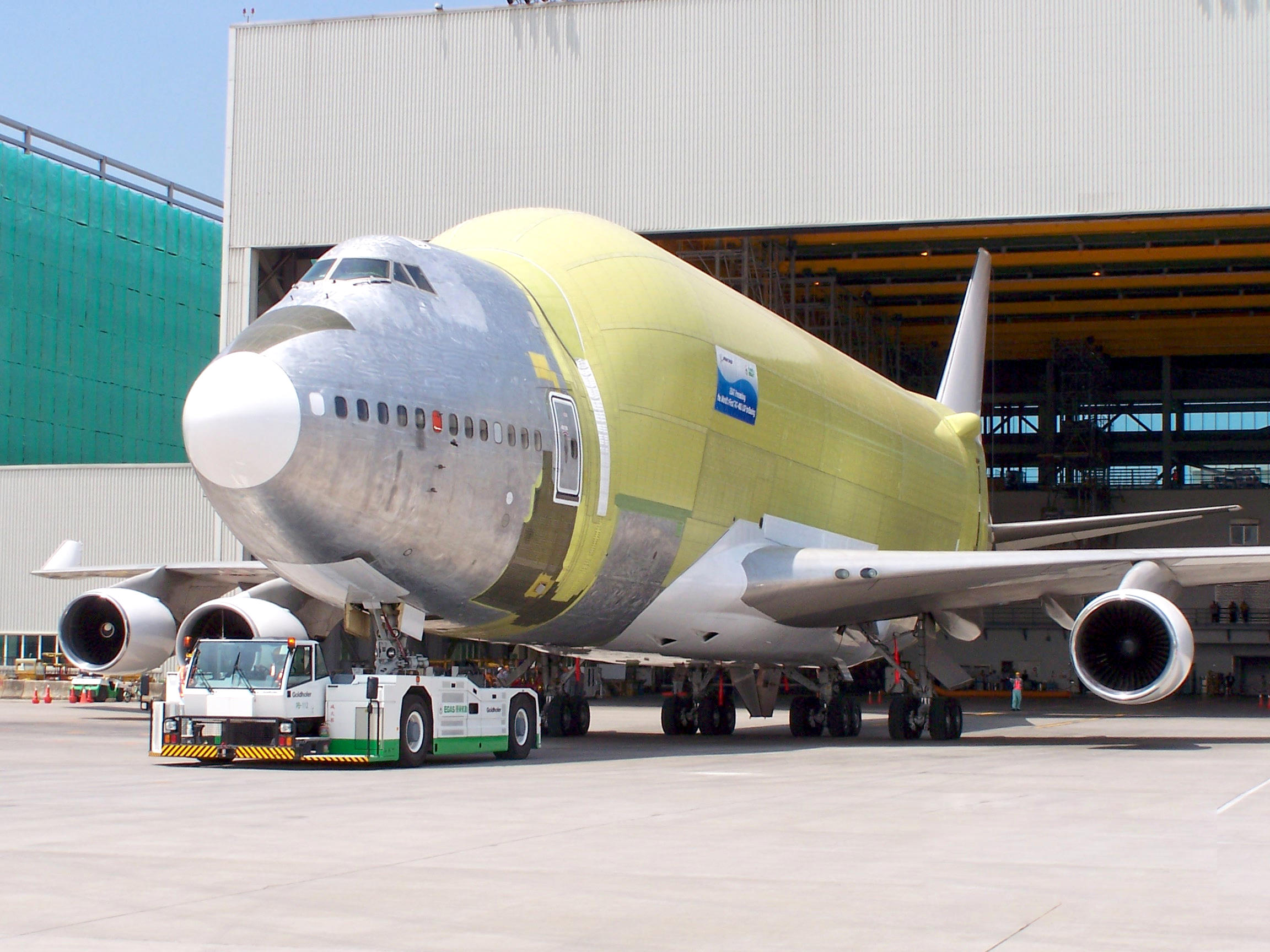
Chuyển đổi đầu tiên, N747BC vào năm 2006

Việc chuyển đổi LCF được thiết kế một phần bởi văn phòng Moscow của Boeing và Boeing Rocketdyne với đuôi xoay được thiết kế hợp tác với Gamesa Aeronáutica của Tây Ban Nha. Phần hàng hóa của máy bay không bị áp lực. Việc sửa đổi được thực hiện tại Đài Loan bởi Tập đoàn Công nghệ Hàng không Evergreen, một liên doanh của Tập đoàn EVA Air và General Electric của Tập đoàn Evergreen. Boeing đã mua bốn chiếc 747-400 cũ; một máy bay cũ của Air China, hai máy bay cũ của China Airlines, và một máy bay cũ của Malaysia Airlines.
Máy bay chở hàng lớn 747 đầu tiên (LCF) đã được đưa ra khỏi nhà chứa máy bay tại sân bay quốc tế Đào Viên Đài Loan vào ngày 17 tháng 8 năm 2006. Nó đã hoàn thành chuyến bay thử nghiệm đầu tiên vào ngày 9 tháng 9 năm 2006 từ sân bay này.
Sự xuất hiện khác thường của 747 LCF đã thu hút sự so sánh với Oscar Mayer Wienermobile và Hughes H-4 Hercules ("Spruce Goose"). Do hình thức vô duyên của nó - trầm trọng hơn khi chiếc máy bay đầu tiên vẫn không được sơn trong một thời gian, do cần phải thử nghiệm ngay lập tức - chủ tịch hãng máy bay thương mại Boeing Scott Carson đã xin lỗi nhà thiết kế 747 Joe Sutter rằng ông "xin lỗi vì những gì chúng tôi đã xin lỗi đã làm với máy bay của bạn."

## Lịch sử hoạt động

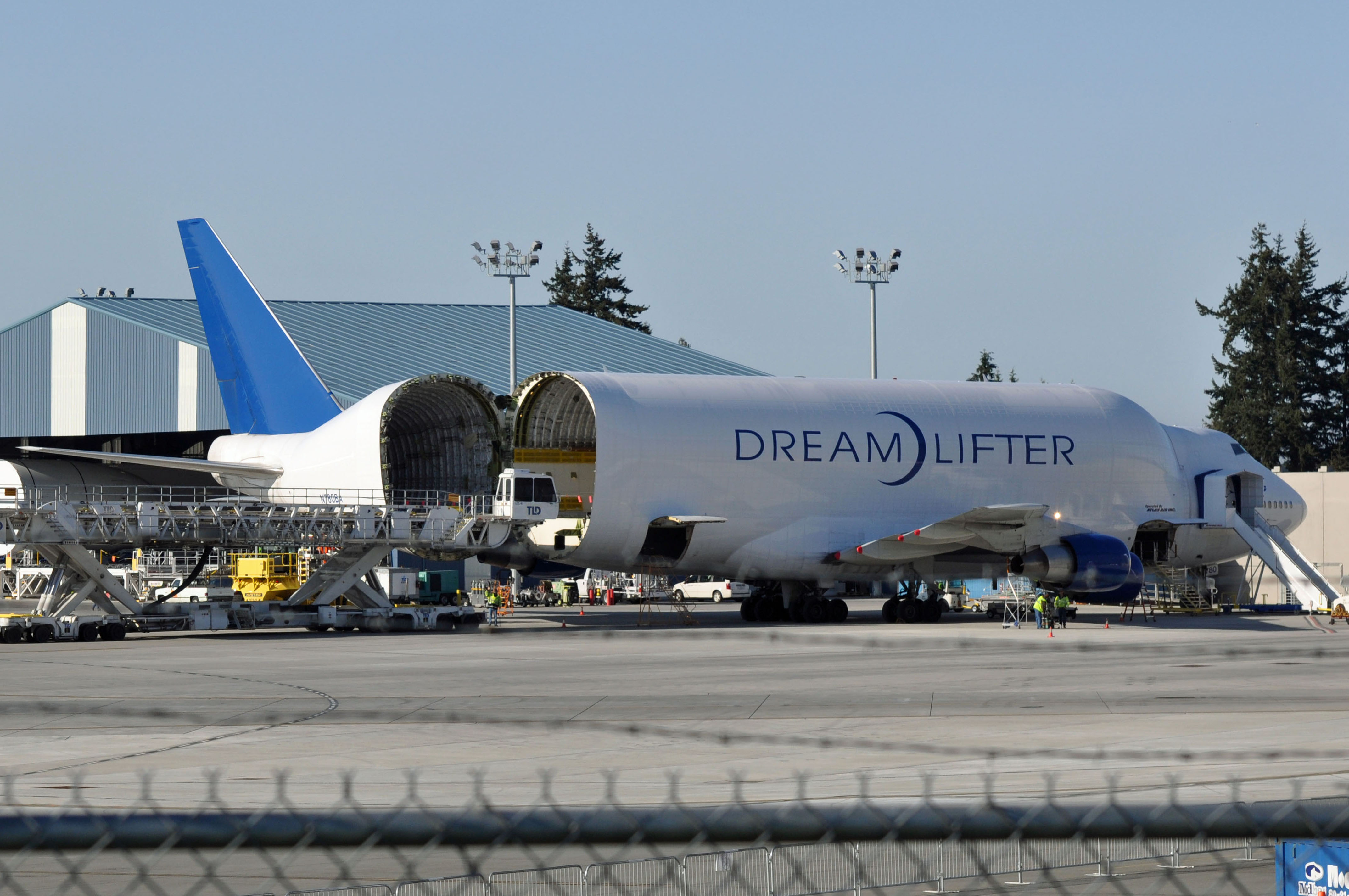
Boeing 747 LCF với đuôi mở

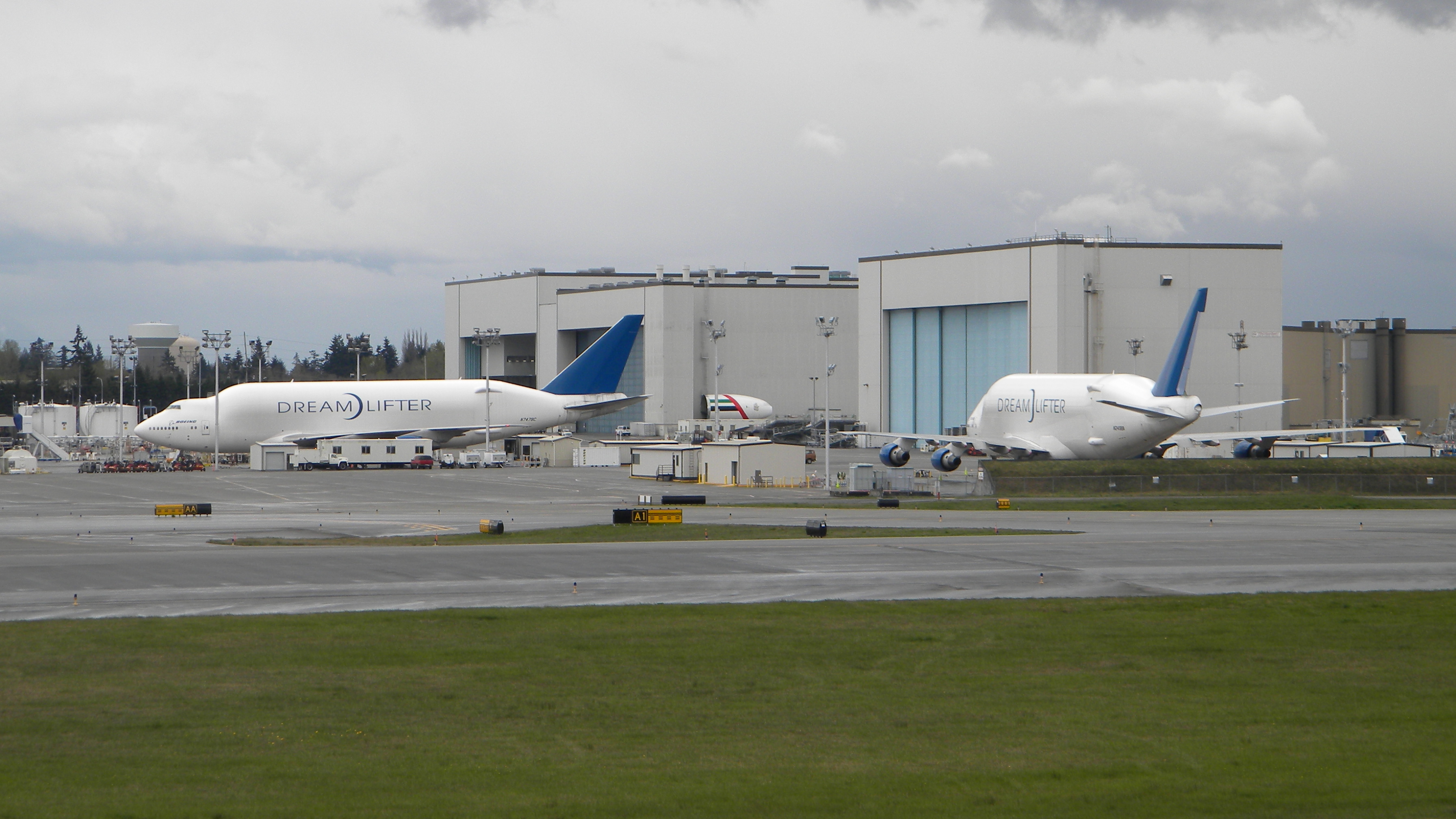
Hai Dreamlifters tại Nhà máy Boeing Everett ở Paine Field

### Thử nghiệm chuyến bay
Vào ngày 16 tháng 9 năm 2006, N747BC đã đến Boeing Field, Seattle để hoàn thành chương trình thử nghiệm chuyến bay. Thử nghiệm đuôi xoay được thực hiện tại nhà máy Boeing ở Everett. Chiếc máy bay thứ hai, N780BA, đã thực hiện chuyến bay thử nghiệm đầu tiên vào ngày 16 tháng 2 năm 2007. Chiếc thứ ba bắt đầu sửa đổi vào năm 2007  Hai chiếc LCF đầu tiên được đưa vào sử dụng vào năm 2007 để hỗ trợ lắp ráp 787 Dreamliners đầu tiên.
Thời gian giao hàng cho đôi cánh của 787, được chế tạo tại Nhật Bản, sẽ giảm từ khoảng 30 ngày xuống chỉ còn hơn 8 giờ với 747 LCF. Hãng hàng không quốc tế Evergreen (không liên quan đến EVA Air hoặc EGAT), một nhà khai thác vận tải hàng không Hoa Kỳ có trụ sở tại McMinnville, Oregon, đã vận hành đội bay LCF cho đến tháng 8 năm 2010, sau đó Atlas Air, được trao tặng chín hợp đồng năm cho hoạt động của máy bay vào tháng 3 năm 2010, tiếp quản hoạt động LCF. Evergreen đã đạt được 93% hiệu suất lịch trình chuyến bay với LCF, và kiện Boeing với giá 175 triệu đô la, mà tòa án hầu hết bác bỏ.  

### Vào dịch vụ

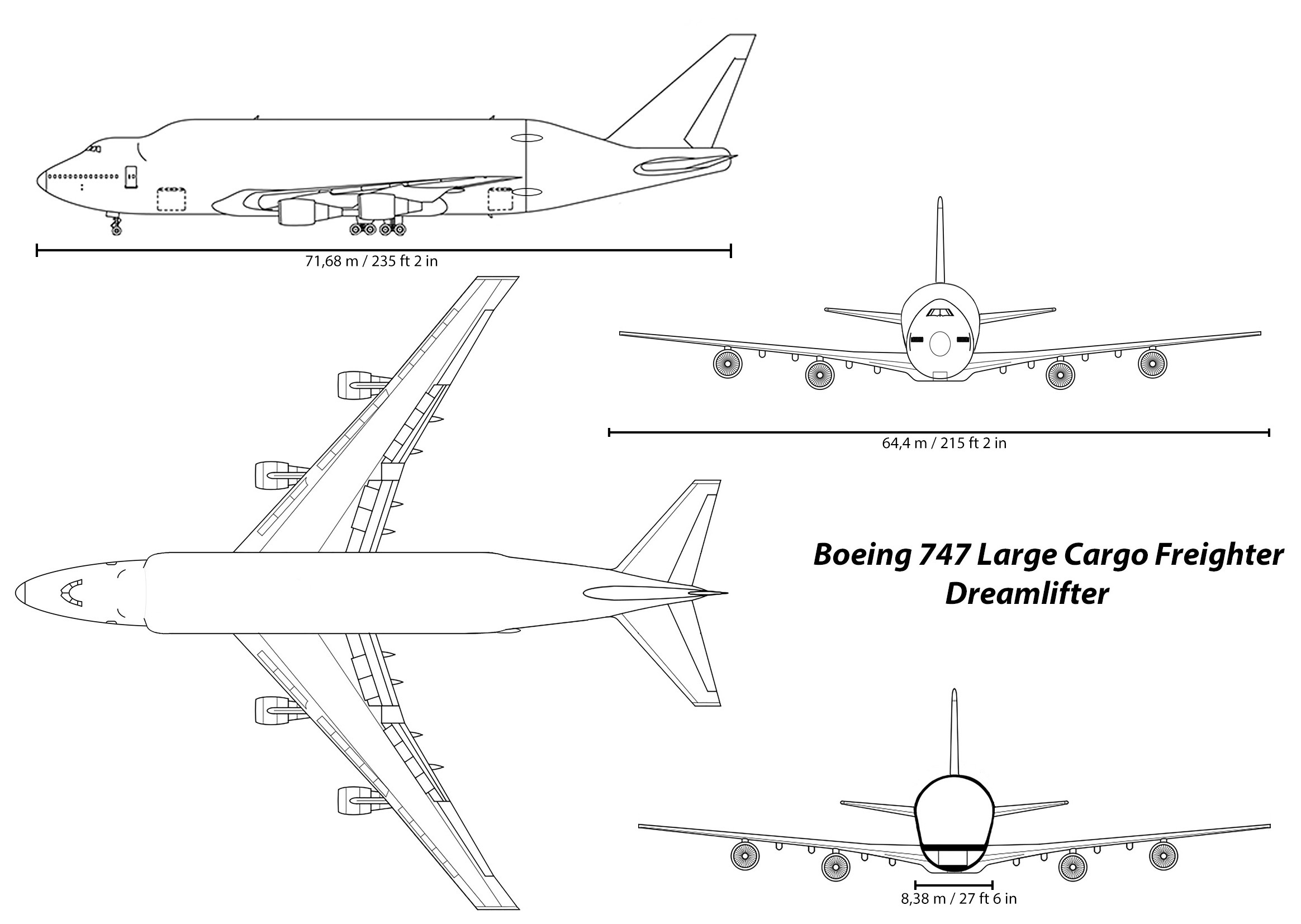
Boeing 747 LCF Dreamlifter

Vào tháng 6 năm 2006, bộ tải hàng hóa DBL-100 đầu tiên được sử dụng để tải 787 bộ phận vào 747 LCF đã được hoàn thành. Vào tháng 12 năm 2006, Boeing tuyên bố 747 LCF sẽ được đặt tên là Dreamlifter, một tham chiếu đến tên của 787, Dreamliner. Nó đã tiết lộ một tiêu chuẩn cho chiếc máy bay bao gồm logo gợi nhớ đến logo Dreamliner của 787.
Chứng nhận ban đầu được lên kế hoạch vào đầu năm 2007, nhưng đã bị đẩy lùi đến tháng 6 năm 2007. Các cánh của máy bay đã được gỡ bỏ để giải quyết rung động dư thừa và các đặc điểm xử lý khác trước khi chứng nhận cuối cùng. Trong khi đó, như một phần của chương trình thử nghiệm chuyến bay, LCF đã chuyển các bộ phận chính của 787 từ các địa điểm đối tác trên khắp thế giới đến nhà máy Boeing ở Everett, Washington để lắp ráp cuối cùng. 747 LCF đã được cấp chứng nhận loại FAA vào ngày 2 tháng 6 năm 2007. Từ chuyến bay đầu tiên vào năm 2006 cho đến khi được chứng nhận vào năm 2007, Dreamlifter đã hoàn thành 437 giờ bay thử cùng với 639 giờ thử nghiệm mặt đất.
Trong số 747 chiếc Dreamlifters mà Boeing mua lại, ba chiếc đã hoàn thành và hoạt động vào tháng 6 năm 2008, và chiếc thứ tư bắt đầu hoạt động vào tháng 2 năm 2010. 

## Sự cố

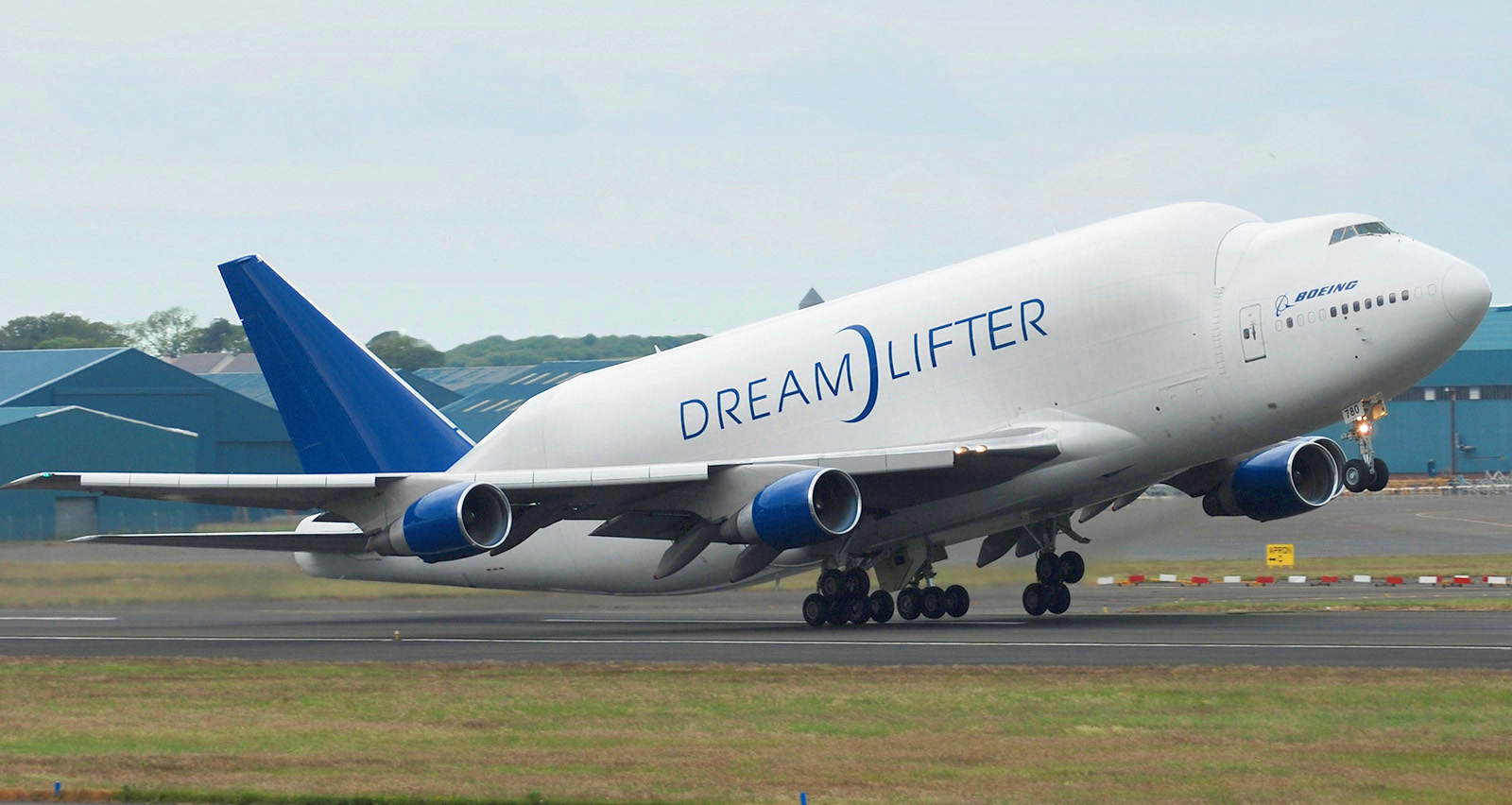
B747-400 lcf dreamlifter

Vào ngày 20 tháng 11 năm 2013, Dreamlifter N780BA do Atlas Air vận hành đã vô tình hạ cánh xuống sân bay Đại tá James Jabara, một sân bay hàng không chung nhỏ ở Wichita, Kansas. Địa chỉ đích của nó là Căn cứ Không quân McConnell, 9 dặm qua Sân bay Jabara vào tiêu đề tương tự. Máy bay đã có thể cất cánh thành công một lần nữa từ đường băng dài 6100 feet (1,86 km) của Jabara vào ngày hôm sau và hạ cánh xuống McConnell mà không gặp sự cố.  

## Thông số kỹ thuật
Khoang chở hàng chính 747 LCF có thể tích 65.000 feet khối (1.840 mét khối) và khả năng tải trọng tối đa là 250.000 lb (113.400 kg).
| Mô hình                            | 747 Dreamlifter                | 747-400                                                              |
| ---------------------------------- | ------------------------------ | -------------------------------------------------------------------- |
| Phi hành đoàn lái máy bay          | Hai                            | Hai                                                                  |
| Chiều dài                          | 235 ft 2 in (71,68 m)          | 231 ft 10 in (70,6 m)                                                |
| Sải cánh                           | 211 ft 5 in (64,4 m)           | 211 ft 5 in (64,4 m)                                                 |
| Chiều cao                          | 70 ft 8 in (21,54 m)           | 63 ft 8 in (19,4 m)                                                  |
| Chiều rộng thân máy bay            | 27 ft 6 in (8,38 m)            | 21 ft 4 in (6,50 m)                                                  |
| Spec hoạt động Trọng lượng rỗng    | 180.530 kg (398.000 lb)        | 179.015 kg (394.661 lb)                                              |
| Trọng lượng cất cánh tối đa        | 364.235 kg (803.001 lb)        | 396.890 kg (874.990 lb)                                              |
| Tốc độ bay                         | Mach 0,82 (474 kn, 878 km/h)   | Mach 0,85 (491 kn, 910 km/h)                                         |
| Cất cánh chạy tại MTOW             | 9.199 ft (2.804 m)             | 9,902 ft (3,018 m)                                                   |
| Phạm vi được tải đầy đủ            | 4.200 nmi (4.800 mi; 7.800 km) | 7.260 nmi (8.350 mi; 13.450 km)                                      |
| Tối đa lượng nhiên liệu            | 52.609 gal Mỹ (199.150 l)      | 57.285 gal Mỹ (216.850 l)                                            |
| Mô hình động cơ (x 4)              | PW 4062                        | PW 4062 GE CF6-80C2B5F RR RB211-524G / H                             |
| Lực đẩy động cơ (trên mỗi động cơ) | 63.300 lbf (282 kN)            | PW 63.300 lbf (282 kN) GE 62.100 lbf (276 kN) RR 59.500 lbf (265 kN) |

Nguồn: Thông số kỹ thuật của Boeing 747-400, Báo cáo sân bay Boeing 747, 747 tờ thông tin LCF